# Upplands runinskrifter 1159
Upplands runinskrifter 1159 är en vikingatida runristning på ett jordfast stenblock av grovkornig granit i Skensta, Marstallen, Simtuna socken och Enköpings kommun. Stenblocket är ungefär 4,5 gånger 4 meter stort och 1,6 meter högt. Ristningens runhöjd är 7-10 centimeter. Ristningen är signerad av Öpir.

## Inskriften
Translitterering av runraden:
lafsi auk ' ... uk ' þorbiorn ÷ uk ÷ ul(f)... ...- ' uk ' fastbiarn ÷ þiʀ ' litu ÷ akua ' -... (f)aþur ÷ sin ' in ÷ ybi(ʀ) ...
Normalisering till runsvenska:
Lafsi ok ... ok Þorbiorn ok Ulf.../Ulf[ʀ] ... ok Fastbiorn, þæiʀ letu haggva ... faður sinn. En Øpiʀ ...
Översättning till nusvenska:
Lafse och ... och Torbjörn och Ulv ... och Fastbjörn, de läto hugga ..., sin fader. Och Öpir (ristade runorna)
Lafse är smeknamn efter lafsa — "gå tungt och illa, dra benen efter sig". Mönstret är komponerat för en rest sten, med det lilla korset i toppen.